# USS Alligator (1862)
USS Alligator («Аллигатор») — первая подводная лодка ВМФ США, созданная в 1862 году французским инженером-конструктором Брутусом де Вильруа, принимавшая участие в Гражданской войне в США.

## История
Осенью 1861 года ВМФ США обратился в компанию Neafie & Levy, чтобы построить подводный корабль, спроектированный французским инженером Брутусом де Вильруа.

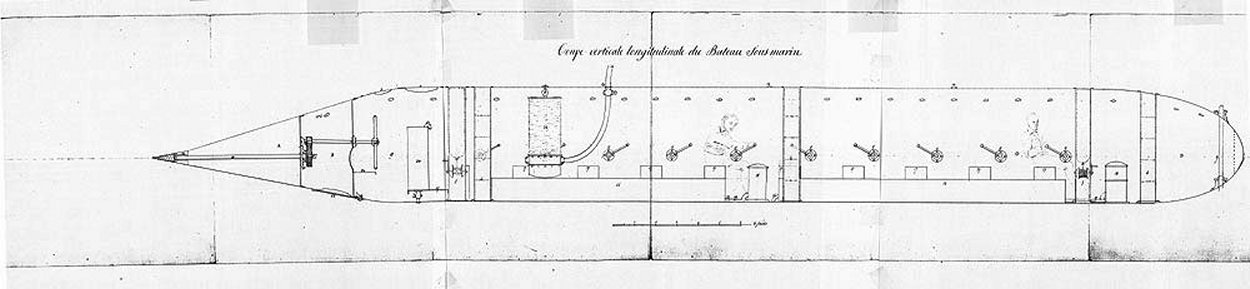
Чертёж подлодки «Аллигатор»

Заложена лодка была 1 ноября 1861 года, контракт предусматривал срок её строительства в течение 40 дней, однако работа шла медленно, и она была спущена на воду 1 мая 1862 года. Построенная из металла подводная лодка имела длину 47 футов (14 м), высоту — 6 футов (1,83 м), ширину — 4 фута и 6 дюймов (1,37 м).

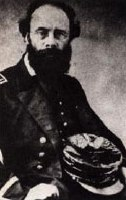
Первый командир подлодки

Вскоре после спуска на воду, она была отбуксирована на военно-морскую верфь Филадельфии для оборудования и комплектации. Две недели спустя был назначен её командир — Сэмюэль Икинс (англ. Samuel Eakins), и 13 июня подводная лодка официально была принята в ВМФ США. Затем с буксиром Fred Kopp судно направилось на стоянку в Хэмптон-Роудс, штат Виргиния. 19 июня вниз по реке Делавэр и каналу Chesapeake оно направилось в Чесапикский залив, прибыв в пункт назначения 23 июня. В порту Норфолка подводная лодка была пришвартована к колёсному пароходу Satellite, который доставил её в Североатлантическую эскадру (англ. North Atlantic Blockading Squadron). Весной 1862 одна из газет назвала подлодку «аллигатором», из-за формы и зеленого цвета, в который она была выкрашена.
29 июня корабль был направлен на Вашингтонскую военно-морскую верфь (англ. Washington Navy Yard) для реконструкции и дополнительных испытаний. В августе 1862 года был назначен новый командир лодки — Томас Селфридж (англ. Thomas Oliver Selfridge), который руководил этими работами и остался неудовлетворён характеристиками подводного корабля. 18 марта 1863 года лодку посетил и увидел в действии президент США Авраам Линкольн.
Контр-адмирал Сэмюэль Дю Пон (англ. Samuel Francis Du Pont) заинтересовался использованием этой подводной лодки, в частности, в его планах взять город Чарлстон, штат Южная Каролина. Командиру военного парохода USS Sumpter было приказано отбуксировать подлодку в Порт-Ройял, Южная Каролина, куда оба судна вышли 31 марта. На следующий день погода резко ухудшилась и начался шторм. Большие волны угрожали пароходу, осуществлявшему буксировку, и его команде пришлось обрубить буксирный трос, бросив подводную лодку на произвол стихии. «Аллигатор» затонул 2 апреля 1863 года неподалеку от мыса Хаттерас, ныне Северная Каролина, где находится по настоящее время.
Первой подводной лодке США посвятил несколько своих работ американский художник-маринист Jim Christley.
В год гибели «Аллигатора» Сковел Стерджис Мерриам (англ. Scovel Sturgis Merriam) представил свой проект подводной лодки под названием «Разумный кит». Новая подлодка была спущена на воду в 1866 году.